# Sonasar
Sonasar est un village de la région de Latchine en Azerbaïdjan.

## Histoire
En 1992-2020, Sonasar était sous le contrôle des forces armées arméniennes. Le 1er décembre 2020, le village repasse sous la souveraineté de l'Azerbaïdjan, comme l'ensemble du raion de Latchine, conformément à l'accord de cessez-le-feu du Haut-Karabakh.

## Économie
La principale occupation de la population du village est l'élevage.

## Éducation
Par décret du président de la République d'Azerbaïdjan du 16 février 2018, 285 000 manats ont été alloués pour l'installation d'une école secondaire modulaire qui pourraient accueillir au total 40 élèves dans le village de Sonasar.